# Amsinckiinae
Amsinckiinae, podtribus boražinovki, dio tribusa Cynoglosseae. Sastoji se od 15 rodova s preko 280 vrsta

## Rodovi
1. Andersonglossum J. I. Cohen (3 spp.); Sjeverna Amerika
2. Adelinia J. I. Cohen (1 sp.); zapadna Kanada i SAD
3. Dasynotus I. M. Johnst. (1 sp.); Idaho
4. Harpagonella A. Gray (2 spp.); Sjev. Amerika
5. Pectocarya DC. ex Meisn. (12 spp.); Sjev. i Južna Amerika
6. Amsinckia Lehm. (14 spp.); Sjev. i Južna Amerika
7. Simpsonanthus Guilliams, Hasenstab & B. G. Baldwin (1 sp.); zap. SAD, Baja California Norte
8. Oreocarya Greene (62 spp.); Sjev. Amerika
9. Eremocarya Greene (1 sp.); Sjev. Amerika
10. Sonnea IGreene (3 spp.); zap. SAD
11. Plagiobothrys Fisch. & C. A. Mey. (65 spp.); Sjev. i Južna Amerika
12. Greeneocharis Gürke & Harms (2 spp.); Sjev. i Južna Amerika
13. Johnstonella Brand (18 spp.); Sjev. i Južna Amerika
14. Cryptantha Lehm. ex Fisch. & C. A. Mey. (106 spp.); Sjev. i Južna Amerika
15. Nesocaryum I. M. Johnst. (1 sp.)

- Amsinckiopsis (I.M.Johnston) Guilliams, Hasenstab & B.G.Baldwin 1 vrsta, sinonim za Sonnea.

## Vanjske poveznice
- Diversification, biogeography, and classification of Amsinckiinae (Boraginaceae), with an emphasis on the popcornflowers (Plagiobothrys)
- Diversification, Biogeography, and Classification of Amsinckiinae (Boraginaceae), with an Emphasis on the Popcornflowers (Plagiobothrys)